# Moonax
Moonax az Amerikai Egyesült Államok északnyugati részén, Washington állam Klickitat megyéjében elhelyezkedő kísértetváros.
A település neve a „mormota” jelentésű indián kifejezésből származik.

## Fordítás
Ez a szócikk részben vagy egészben  a   Moonax, Washington című angol Wikipédia-szócikk ezen változatának fordításán alapul.  Az eredeti cikk szerkesztőit annak laptörténete sorolja fel. Ez a jelzés csupán a megfogalmazás eredetét és a szerzői jogokat jelzi, nem szolgál a cikkben szereplő információk forrásmegjelöléseként.